# Thoros (Edessa)
Thoros (kurz für Theodoros; † 9. März 1098 in Edessa) war der armenische Herrscher von Edessa zur Zeit des Ersten Kreuzzugs.
Thoros begann seine öffentliche Laufbahn im byzantinischen Staatsdienst und wurde Offizier unter Philaretos Brachamios. Unter Philaretos wurde er um 1090 Statthalter von Edessa. Kaiser Alexios I. Komnenos hatte ihm den hohen byzantinischen Amtstitel eines Kuropalates verliehen. 1094 wurde Edessa von den Seldschuken unter Tutusch I. eingenommen. Thoros unterwarf sich und wurde von Tutusch als Verwalter Edessas eingesetzt. Kurz darauf gelang es ihm, die seldschukische Garnison zu überwältigen, den örtlichen Emir Bouzan zu töten und sich selbst zum Herrscher von Edessa aufzuschwingen. Der Chronist Matthias von Edessa nennt ihn in diesem Zusammenhang „Thoros, Sohn des Hethum“.
Obwohl selbst Armenier, war er bei seinen Untertanen unbeliebt. Dies lag einerseits daran, dass er im Gegensatz zu seinen mehrheitlich armenisch-orthodoxen Untertanen byzantinisch-orthodoxer Christ war, und andererseits, dass er sie militärisch nur unzureichend gegen die Seldschuken zu schützen vermochte. Die Stadtfestung Edessa widerstand Angriffen seitens der Seldschuken, jedoch war Thoros machtlos gegen regelmäßige seldschukische Überfälle auf Edessas Handel und Landwirtschaft. Als seine Lage immer prekärer wurde, suchte Thoros die Hilfe der Kreuzfahrer des Ersten Kreuzzugs, die im Oktober 1097 begonnen hatten, die Seldschuken in Antiochia zu belagern. Ein Heerführer der Kreuzfahrer, Balduin von Boulogne, beteiligte sich nicht an der Belagerung, sondern strebte offenbar danach, für sich selbst ein Herrschaftsgebiet zu erlangen. Um Neujahr 1097 hatte Balduin die Festungen Turbessel und Ravendel am Euphrat eingenommen, als ihn Thoros’ Einladung erreichte. Statt sich lediglich als Söldner anwerben zu lassen, gelang es ihm, bei seiner Ankunft in Edessa am 6. Februar 1098 vom kinderlosen Thoros als Sohn adoptiert und als Mitregent und Erbe eingesetzt zu werden. Durch die militärische Hilfe Balduins in den folgenden Wochen ging die Bedrohung durch seldschukische Überfälle auf das Umland Edessas deutlich zurück.

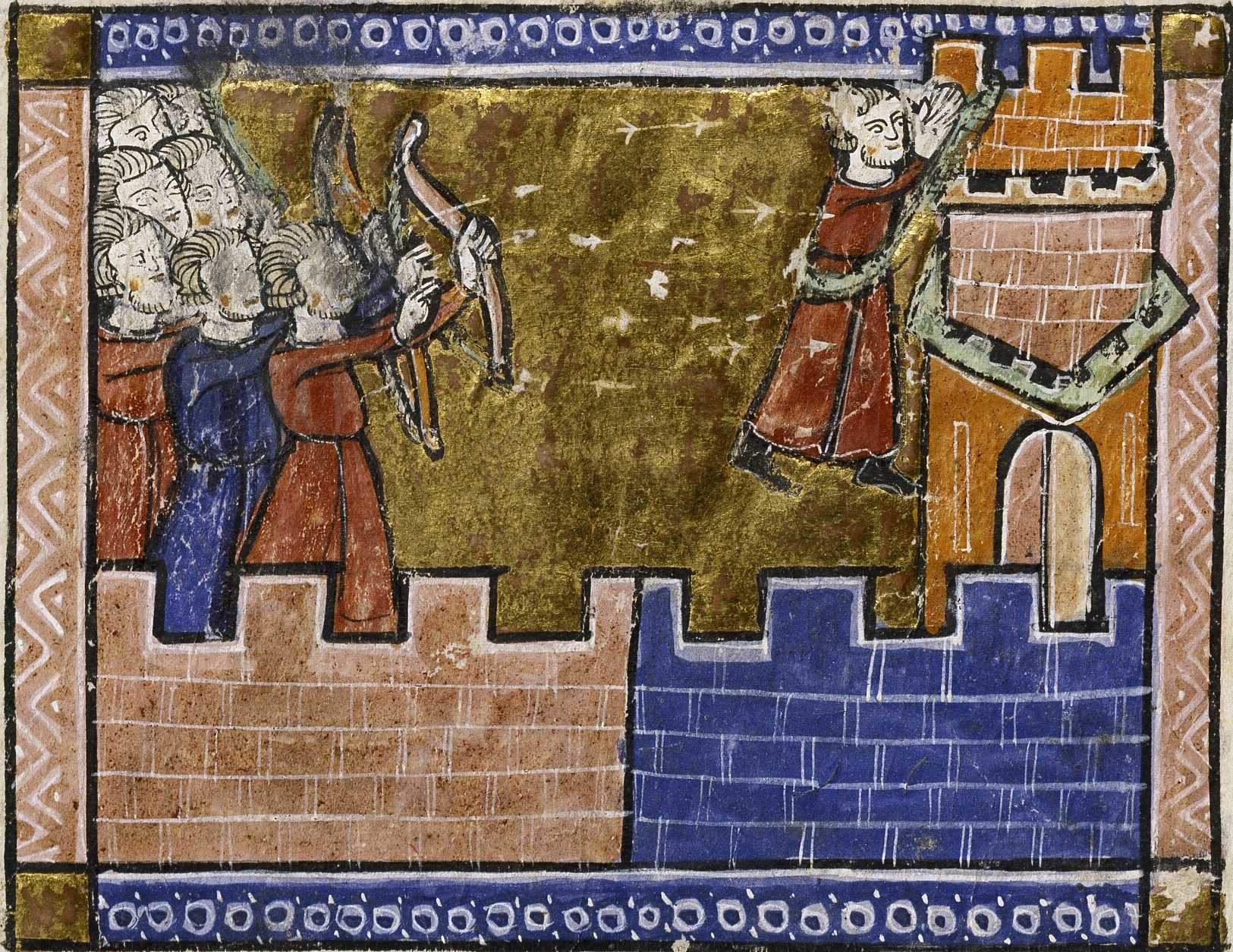
Tod des Thoros von Edessa, Miniatur aus dem 13. Jahrhundert

Kurze Zeit später, am 7. März 1098, kam es zu einem Aufstand der armenischen Bewohner Edessas gegen Thoros. Dieser wurde von seinen Truppen im Stich gelassen und in seinem Palast eingeschlossen. Balduin leistete ihm keine Hilfe, da sein Bruder Gottfried von den Seldschuken bei Doryläum eingekesselt war und der päpstliche Gesandte, Adhemar von Le Puy, auch seine Truppen für einen Angriff auf das Lager der Seldschuken gewonnen hatte, indem er ihnen viel Beute versprach. So konnte Gottfried befreit werden und Balduin riet dem Thoros, sich zu ergeben. Thoros bot seinen Rücktritt an, unter der Bedingung, dass er freies Geleit zu seinem Schwiegervater Gabriel von Melitene erhalte. Das Angebot wurde abgelehnt und Thoros zwei Tage später beim Versuch, aus seinem Palast zu fliehen, von armenischen Einwohnern ergriffen und ermordet. Am Folgetag wurde Balduin von der Bevölkerung aufgefordert, die Regierung zu übernehmen, und wurde daraufhin der erste Graf von Edessa. Inwieweit Balduin in die Verschwörung zum Aufstand verwickelt war, ist unklar, jedenfalls unternahm er nichts, um seinen Adoptivvater zu schützen.